# 申翼风
申翼风（1998年4月—），河北省沙河市人，中国男子残疾人冰球运动员，2022年參加北京冬残奥会并获得铜牌。

## 人物经历
- 6岁时的一场意外让他失去了双腿，因事故而变得沉默寡言。不过当接触残奥冰球后，因打冰球需要跟队友交流战术，他性格慢慢变得开朗[2]。
- 2022年代表中国参加冬季残疾人奥林匹克运动会雪橇曲棍球比赛，在比赛中共进8球，成为队内射手王[3]，亦称为整场比赛中得分第二高的运动员(仅次于美国残疾冰球运动员德克兰法玛（英语：Declan Farmer）)。